# Rattus omichlodes
Rattus omichlodes és una espècie de mamífer rosegador de la família dels múrids. És endèmica d'Indonèsia, on viu a altituds d'entre 2.950 i 3.950 msnm. Els seus hàbitats naturals són els matollars, els aiguamolls soms i les landes. És una espècie en risc mínim, és a dir, no sembla que hi hagi cap amenaça significativa per a la seva supervivència. El seu nom específic, omichlodes, significa 'que viu a la boira' en llatí.